# Tragia aurea
Tragia aurea là một loài thực vật có hoa trong họ Đại kích. Loài này được Rusby miêu tả khoa học đầu tiên năm 1907.